# Rheinsberg
Rheinsberg is een gemeente in de Duitse deelstaat Brandenburg, gelegen in de Landkreis Ostprignitz-Ruppin. De stad telt 7.948 inwoners.
Aan het meer ligt het slot Rheinsberg, tot 1740 het onderkomen van Frederik de Grote en daarna van zijn broer Heinrich.

## Geografie
Rheinsberg heeft een oppervlakte van 325 km² en ligt in het oosten van Duitsland.

## Demografie
- Ontwikkeling van de bevolking sinds 1875 binnen de huidige grenzen (blauwe lijn: Bevolking; stippellijn: Vergelijking van de ontwikkeling van de bevolking van de deelstaat Brandenburg, Grijze achtergrond: tijdens de nazi-regering, Rode achtergrond: tijdens de communistische regering)
- Recente ontwikkeling van de bevolking (blauwe lijn) en prognoses

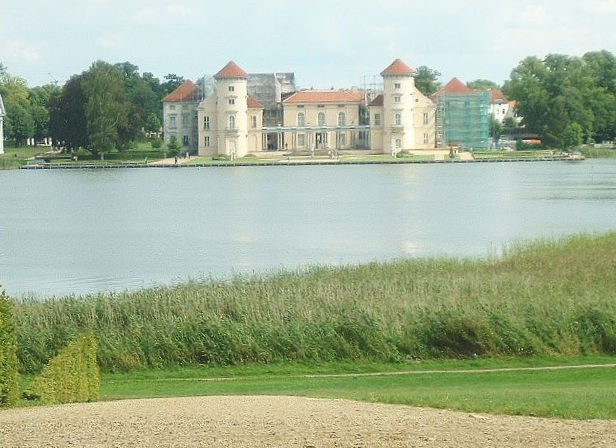
Het slot Rheinsberg vanaf de tegenoverliggende oever

| Jaar | Inwoners |
| ---- | -------- |
| 1875 | 7 461    |
| 1890 | 7 554    |
| 1910 | 8 015    |
| 1925 | 8 263    |
| 1933 | 8 681    |
| 1939 | 9 063    |
| 1946 | 11 268   |
| 1950 | 11 188   |
| 1964 | 10 391   |
| 1971 | 10 450   |

| Jaar | Inwoners |
| ---- | -------- |
| 1981 | 9 635    |
| 1985 | 9 612    |
| 1989 | 9 681    |
| 1990 | 9 700    |
| 1991 | 9 477    |
| 1992 | 9 362    |
| 1993 | 9 469    |
| 1994 | 9 387    |
| 1995 | 9 390    |
| 1996 | 9 388    |

| Jaar | Inwoners |
| ---- | -------- |
| 1997 | 9 454    |
| 1998 | 9 395    |
| 1999 | 9 414    |
| 2000 | 9 374    |
| 2001 | 9 320    |
| 2002 | 9 280    |
| 2003 | 9 198    |
| 2004 | 9 085    |
| 2005 | 9 005    |
| 2006 | 8 889    |

| Jaar | Inwoners |
| ---- | -------- |
| 2007 | 8 814    |
| 2008 | 8 705    |
| 2009 | 8 579    |
| 2010 | 8 466    |
| 2011 | 8 254    |
| 2012 | 8 179    |
| 2013 | 8 120    |
| 2014 | 8 029    |
| 2015 | 8 153    |
| 2016 | 8 161    |

| Jaar | Inwoners |
| ---- | -------- |
| 2017 | 8 111    |
| 2018 | 8 015    |
| 2019 | 8 007    |
| 2020 | 7 948    |

Breddin ·
Dabergotz ·
Dreetz ·
Fehrbellin ·
Heiligengrabe ·
Herzberg (Mark) ·
Kyritz ·
Lindow ·
Märkisch Linden ·
Neuruppin ·
Neustadt (Dosse) ·
Rheinsberg ·
Rüthnick ·
Sieversdorf-Hohenofen ·
Storbeck-Frankendorf ·
Stüdenitz-Schönermark ·
Temnitzquell ·
Temnitztal ·
Vielitzsee ·
Walsleben ·
Wittstock/Dosse ·
Wusterhausen/Dosse ·
Zernitz-Lohm